# Rio Haryanto
Rio Haryanto (ur. 22 stycznia 1993 w Surakarcie) – indonezyjski kierowca wyścigowy. Od 2016 roku kierowca zespołu Manor w Formule 1, pierwszy kierowca z Indonezji w Formule 1.

## Życiorys

### Początki kariery
Rio karierę rozpoczął w roku 2001, od startów w kartingu. W 2008 roku przeszedł do wyścigów samochodów jednomiejscowych, debiutując w Azjatyckiej Formule Renault oraz Formule Asia 2.0. Pierwszą z nich zakończył na szóstym, natomiast drugą na trzecim miejscu w końcowej klasyfikacji, wygrywają w obu po dwa wyścigi. Poza tym zaliczył pięć okazyjnych startów w Azjatyckiej Formule BMW, jednakże bez sukcesu.
W kolejnym sezonie Haryanto podpisał kontrakt z czołową malezyjską ekipą Questnet Team Qi-Meritus, na pełny sezon startów w Azjatyckiej serii bawarskiego producenta. Indonezyjczyk pokazał swój talent, całkowicie dominując sezon, po zwyciężeniu aż w jedenastu z piętnastu wyścigów. Oprócz regularnych startów w tej serii, Rio wystąpił w jednej rundzie każdej z trzech serii – Australijskiej Formuły 3 (w klasie „National” i „Gold Star”), Azjatyckiej Formuły Renault oraz Europejskiej Formuły BMW. W żadnej z nich nie osiągnął jednak znaczącego sukcesu.

### Seria GP3
Na sezon 2010 Haryanto podpisał kontrakt z brytyjską stajnią Manor Racing, na udział w nowo utworzonej serii GP3. Debiut w serii jak na swój wiek, Indonezyjczyk miał niezwykle udany. W ciągu sezonu sześciokrotnie dojechał na punktowanej pozycji, z czego trzykrotnie na podium (w tym raz zwyciężył, podczas sprintu na tureckim torze Istanbul Park). Dorobek 27 punktów zagwarantował mu bardzo wysoką 5. lokatę.
W kolejnym roku współpracy Indonezyjczyk nie zanotował znaczącego progresu, uzyskując zaledwie cztery punkty więcej, aniżeli w zeszłym sezonie. Rio pięciokrotnie znalazł się na punktowanych lokatach, z czego cztery razy na podium. Odniósł dwa zwycięstwa – w pierwszym wyścigu na Nürburgringu oraz drugim na Hungaroringu. W klasyfikacji generalnej zajął jednak dopiero 7. miejsce.

### Seria GP2

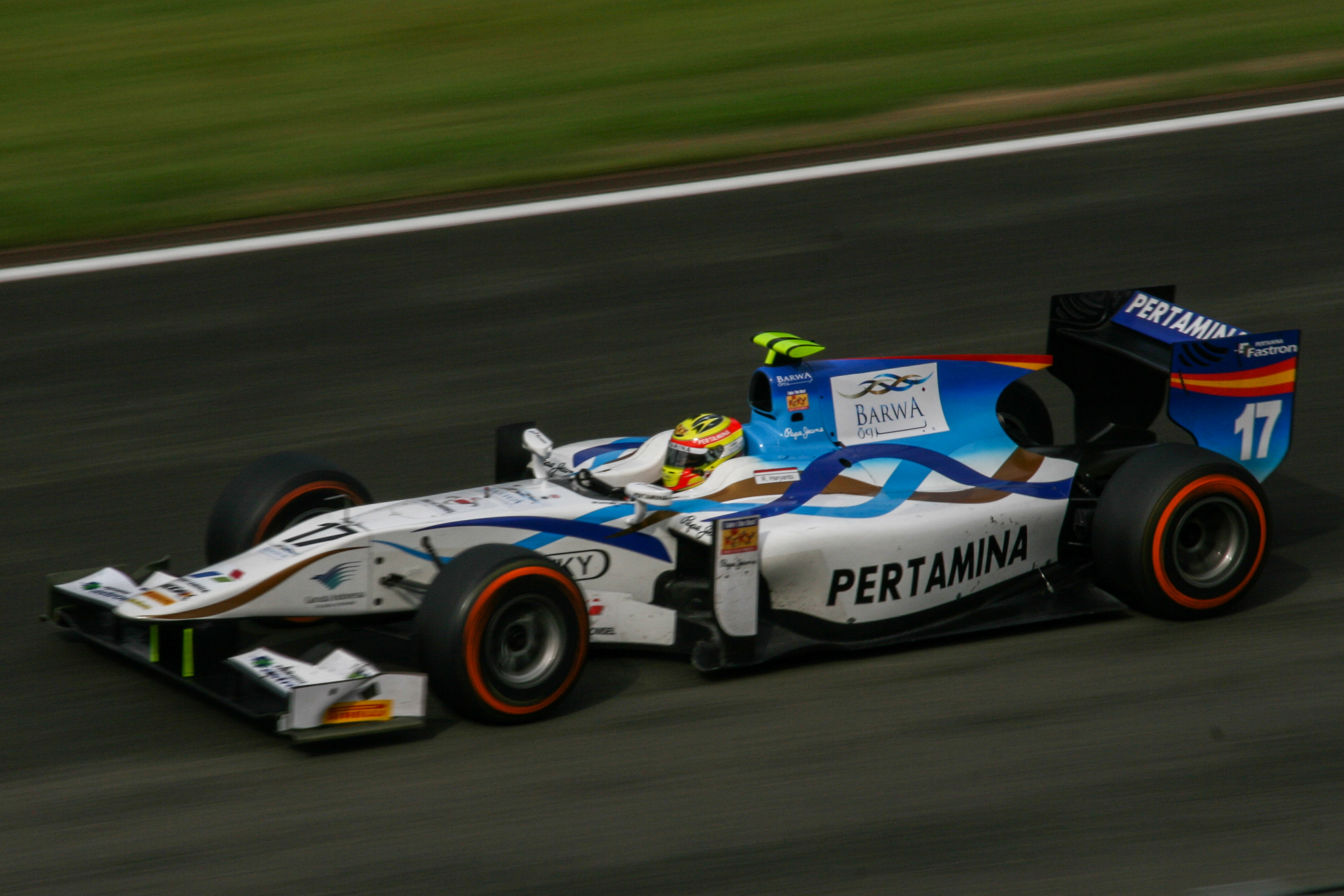
Rio Haryanto podczas wyścigu GP2 na torze Spa-Francorchamps (2013)

W 2012 roku Indonezyjczyk zdobył posadę etatowego kierowcy wyścigowego w przedsionku Formuły 1 – Serii GP2. W pierwszy sezonie startów zdołał nawet wygrać jeden z wyścigów. Uzbierane 38 punktów dało mu czternaste miejsce w klasyfikacji końcowej. Rok później był nieco gorzej. W ciągu 22 wyścigów, w których wystartował, tylko raz stanął na podium. Z dorobkiem 22 punktów uplasował się na dziewiętnastej pozycji w klasyfikacji generalnej.
Na sezon 2014 Indonezyjczyk podpisał kontrakt z malezyjską ekipą Caterham Racing. Wystartował łącznie w 22 wyścigach, spośród których w czterech zdobywał punkty. W sprincie w Monako stanął na trzecim stopniu podium. Uzbierał łącznie 28 punktów, które zapewniły mu piętnaste miejsce w końcowej klasyfikacji kierowców.
W roku 2015 Haryanto związał się z hiszpańskim teamem Campos Racing. Sezon rozpoczął znakomicie, od drugiego i pierwszego miejsca w Bahrajnie. Kolejne zwycięstwa odnotował na Red Bull Ringu oraz Silverstone. W każdym przypadku były to niedzielne zmagania. Indonezyjczyk stawał na podium w pięciu wyścigach, jednak w aż dziewięciu meldował się w czołowej piątce, dzięki czemu do ostatniego wyścigu liczył się w walce o najniższy stopień podium. Był w korzystnej sytuacji przed ostatnim startem (startował z drugiej lokaty, podczas gdy wyprzedzający go o zaledwie jeden punkt Rosjani Siergiej Sirotkin z trzynastej), jednak w wyniku karambolu i przedłużającej się naprawy bandy niedzielna rywalizacja została odwołana i Rio musiał pogodzić się z czwartą pozycją w końcowej punktacji. Był to jednak i tak najlepszy sezon 22-latka w karierze.

## Wyniki

### Formuła 1
| Legenda oznaczeń w tabelach wyników Wyświetl szablon na nowej stronie | Legenda oznaczeń w tabelach wyników Wyświetl szablon na nowej stronie                                                                     |
| Oznaczenie                                                            | Wyjaśnienie |
| --------------------------------------------------------------------- | --- |
| Złoty                                                                 | Zwycięzca lub mistrzostwo |
| Srebrny                                                               | 2. miejsce lub wicemistrzostwo |
| Brązowy                                                               | 3. miejsce lub II wicemistrzostwo |
| Zielony                                                               | Ukończył, punktował (w klasyfikacji generalnej, gdy zdobył co najmniej jeden punkt na przestrzeni sezonu, poza trzema powyższymi opcjami) |
| Niebieski                                                             | Ukończył, nie punktował (w klasyfikacji generalnej, gdy nie zdobył co najmniej jednego punktu na przestrzeni sezonu)                      |
| Czerwony                                                              | Nie zakwalifikował się (NZ) |
| Czerwony                                                              | Nie prekwalifikował się (NPK) |
| Różowy                                                                | Nie ukończył (NU) |
| Różowy                                                                | Niesklasyfikowany (NS) (w klasyfikacji generalnej, gdy nie został sklasyfikowany w żadnym wyścigu sezonu)                                 |
| Czarny                                                                | Zdyskwalifikowany (DK) |
| Czarny                                                                | Wykluczony (WYK/EX) |
| Biały                                                                 | Nie wystartował (NW) |
| Biały                                                                 | Kontuzjowany (K/INJ) |
| Biały                                                                 | Wyścig odwołany (OD/C) |
| Bez koloru                                                            | Został wycofany (WYC/WD) |
| Bez koloru                                                            | Nie przybył (NP/DNA) |
| Bez koloru                                                            | Nie brał udziału w treningach (NT/DNP) |
| Bez koloru                                                            | Nie został zgłoszony (–) |
| Pogrubienie                                                           | Start z pole position |
| Kursywa                                                               | Najszybsze okrążenie wyścigu |
| †                                                                     | Nie ukończył, ale jego rezultat został zaliczony ze względu na przejechanie więcej niż 90% dystansu wyścigu.                              |
| *                                                                     | Sezon w trakcie |
| 1/2/3                                                                 | Punktowana pozycja w sprincie kwalifikacyjnym                                                                                             |
| Lista systemów punktacji Formuły 1                                    | |

| Rok  | Zespół           | Samochód    | Silnik                          | Wyniki w poszczególnych eliminacjach | Wyniki w poszczególnych eliminacjach | Wyniki w poszczególnych eliminacjach | Wyniki w poszczególnych eliminacjach | Wyniki w poszczególnych eliminacjach | Wyniki w poszczególnych eliminacjach | Wyniki w poszczególnych eliminacjach | Wyniki w poszczególnych eliminacjach | Wyniki w poszczególnych eliminacjach | Wyniki w poszczególnych eliminacjach | Wyniki w poszczególnych eliminacjach | Wyniki w poszczególnych eliminacjach | Wyniki w poszczególnych eliminacjach | Wyniki w poszczególnych eliminacjach | Wyniki w poszczególnych eliminacjach | Wyniki w poszczególnych eliminacjach | Wyniki w poszczególnych eliminacjach | Wyniki w poszczególnych eliminacjach | Wyniki w poszczególnych eliminacjach | Wyniki w poszczególnych eliminacjach | Wyniki w poszczególnych eliminacjach | Pkt. | Poz. |
| ---- | ---------------- | ----------- | ------------------------------- | ------------------------------------ | ------------------------------------ | ------------------------------------ | ------------------------------------ | ------------------------------------ | ------------------------------------ | ------------------------------------ | ------------------------------------ | ------------------------------------ | ------------------------------------ | ------------------------------------ | ------------------------------------ | ------------------------------------ | ------------------------------------ | ------------------------------------ | ------------------------------------ | ------------------------------------ | ------------------------------------ | ------------------------------------ | ------------------------------------ | ------------------------------------ | ---- | ---- |
| 2016 | Manor Racing MRT | Manor MRT05 | Mercedes PU106C Hybrid 1.6 V6 t | Australia                            | Bahrajn                              |                                      | Rosja                                | Hiszpania                            | Monako                               | Kanada                               | Unia Europejska                      | Austria                              | Wielka Brytania                      | Węgry                                | Niemcy                               | Belgia                               | Włochy                               | Singapur                             | Malezja                              | Japonia                              | Stany Zjednoczone                    | Meksyk                               | Brazylia                             |                                      | 0    | 24   |
| 2016 | Manor Racing MRT | Manor MRT05 | Mercedes PU106C Hybrid 1.6 V6 t | NU                                   | 17                                   | 21                                   | NU                                   | 17                                   | 15                                   | 19                                   | 18                                   | 16                                   | NU                                   | 21                                   | 20                                   | –                                    | –                                    | –                                    | –                                    | –                                    | –                                    | –                                    | –                                    | –                                    | 0    | 24   |

### GP2
| Legenda oznaczeń w tabelach wyników Wyświetl szablon na nowej stronie | Legenda oznaczeń w tabelach wyników Wyświetl szablon na nowej stronie                                                                     |
| Oznaczenie                                                            | Wyjaśnienie |
| --------------------------------------------------------------------- | --- |
| Złoty                                                                 | Zwycięzca lub mistrzostwo |
| Srebrny                                                               | 2. miejsce lub wicemistrzostwo |
| Brązowy                                                               | 3. miejsce lub II wicemistrzostwo |
| Zielony                                                               | Ukończył, punktował (w klasyfikacji generalnej, gdy zdobył co najmniej jeden punkt na przestrzeni sezonu, poza trzema powyższymi opcjami) |
| Niebieski                                                             | Ukończył, nie punktował (w klasyfikacji generalnej, gdy nie zdobył co najmniej jednego punktu na przestrzeni sezonu)                      |
| Czerwony                                                              | Nie zakwalifikował się (NZ) |
| Czerwony                                                              | Nie prekwalifikował się (NPK) |
| Różowy                                                                | Nie ukończył (NU) |
| Różowy                                                                | Niesklasyfikowany (NS) (w klasyfikacji generalnej, gdy nie został sklasyfikowany w żadnym wyścigu sezonu)                                 |
| Czarny                                                                | Zdyskwalifikowany (DK) |
| Czarny                                                                | Wykluczony (WYK/EX) |
| Biały                                                                 | Nie wystartował (NW) |
| Biały                                                                 | Kontuzjowany (K/INJ) |
| Biały                                                                 | Wyścig odwołany (OD/C) |
| Bez koloru                                                            | Został wycofany (WYC/WD) |
| Bez koloru                                                            | Nie przybył (NP/DNA) |
| Bez koloru                                                            | Nie brał udziału w treningach (NT/DNP) |
| Bez koloru                                                            | Nie został zgłoszony (–) |
| Pogrubienie                                                           | Start z pole position |
| Kursywa                                                               | Najszybsze okrążenie wyścigu |
| †                                                                     | Nie ukończył, ale jego rezultat został zaliczony ze względu na przejechanie więcej niż 90% dystansu wyścigu.                              |
| *                                                                     | Sezon w trakcie |
| 1/2/3                                                                 | Punktowana pozycja w sprincie kwalifikacyjnym                                                                                             |
| Lista systemów punktacji Formuły 1                                    | |

| Rok  | Zespół          | Wyniki w poszczególnych eliminacjach | Wyniki w poszczególnych eliminacjach | Wyniki w poszczególnych eliminacjach | Wyniki w poszczególnych eliminacjach | Wyniki w poszczególnych eliminacjach | Wyniki w poszczególnych eliminacjach | Wyniki w poszczególnych eliminacjach | Wyniki w poszczególnych eliminacjach | Wyniki w poszczególnych eliminacjach | Wyniki w poszczególnych eliminacjach | Wyniki w poszczególnych eliminacjach | Wyniki w poszczególnych eliminacjach | Wyniki w poszczególnych eliminacjach | Wyniki w poszczególnych eliminacjach | Wyniki w poszczególnych eliminacjach | Wyniki w poszczególnych eliminacjach | Wyniki w poszczególnych eliminacjach | Wyniki w poszczególnych eliminacjach | Wyniki w poszczególnych eliminacjach | Wyniki w poszczególnych eliminacjach | Wyniki w poszczególnych eliminacjach | Wyniki w poszczególnych eliminacjach | Wyniki w poszczególnych eliminacjach | Wyniki w poszczególnych eliminacjach | Punkty | Pozycja |
| ---- | --------------- | ------------------------------------ | ------------------------------------ | ------------------------------------ | ------------------------------------ | ------------------------------------ | ------------------------------------ | ------------------------------------ | ------------------------------------ | ------------------------------------ | ------------------------------------ | ------------------------------------ | ------------------------------------ | ------------------------------------ | ------------------------------------ | ------------------------------------ | ------------------------------------ | ------------------------------------ | ------------------------------------ | ------------------------------------ | ------------------------------------ | ------------------------------------ | ------------------------------------ | ------------------------------------ | ------------------------------------ | ------ | ------- |
| 2012 | Carlin          | MAL                                  | MAL                                  | BHR                                  | BHR                                  | BHR                                  | BHR                                  | ESP                                  | ESP                                  | MON                                  | MON                                  | VAL                                  | VAL                                  | GBR                                  | GBR                                  | DEU                                  | DEU                                  | HUN                                  | HUN                                  | BEL                                  | BEL                                  | ITA                                  | ITA                                  | SIN                                  | SIN                                  | 38     | 14      |
| 2012 | Carlin          | 12                                   | 10                                   | 9                                    | 15                                   | 6                                    | 6                                    | 16                                   | 15                                   | 14                                   | 11                                   | 5                                    | NU                                   | 10                                   | 12                                   | 17                                   | 11                                   | 12                                   | 7                                    | 10                                   | 7                                    | 19                                   | 12                                   | 9                                    | 11                                   | 38     | 14      |
| 2013 | Barwa Addax     | MAL                                  | MAL                                  | BHR                                  | BHR                                  | ESP                                  | ESP                                  | MON                                  | MON                                  | GBR                                  | GBR                                  | DEU                                  | DEU                                  | HUN                                  | HUN                                  | BEL                                  | BEL                                  | ITA                                  | ITA                                  | SIN                                  | SIN                                  | ARE                                  | ARE                                  |                                      |                                      | 22     | 19      |
| 2013 | Barwa Addax     | 20                                   | 18                                   | 15                                   | 24                                   | 9                                    | 24                                   | NU                                   | 16                                   | 7                                    | 2                                    | 18                                   | 14                                   | 11                                   | 10                                   | 19                                   | 25                                   | 14                                   | 7                                    | 20                                   | 11                                   | 14                                   | 12                                   |                                      |                                      | 22     | 19      |
| 2014 | Caterham Racing | BHR                                  | BHR                                  | ESP                                  | ESP                                  | MON                                  | MON                                  | AUT                                  | AUT                                  | GBR                                  | GBR                                  | DEU                                  | DEU                                  | HUN                                  | HUN                                  | BEL                                  | BEL                                  | ITA                                  | ITA                                  | RUS                                  | RUS                                  | ARE                                  | ARE                                  |                                      |                                      | 28     | 15      |
| 2014 | Caterham Racing | 16                                   | 16                                   | 5                                    | NU                                   | 7                                    | 3                                    | 11                                   | 17                                   | 21                                   | NU                                   | 22                                   | 10                                   | NU                                   | 17                                   | NU                                   | 16                                   | 16                                   | 15                                   | 18                                   | 15                                   | 9                                    | 12                                   |                                      |                                      | 28     | 15      |
| 2015 | Campos Racing   | BHR                                  | BHR                                  | ESP                                  | ESP                                  | MON                                  | MON                                  | AUT                                  | AUT                                  | GBR                                  | GBR                                  | HUN                                  | HUN                                  | BEL                                  | BEL                                  | ITA                                  | ITA                                  | RUS                                  | RUS                                  | BHR                                  | BHR                                  | ARE                                  |                                      |                                      |                                      | 138    | 4       |
| 2015 | Campos Racing   | 2                                    | 1                                    | 4                                    | 6                                    | 16                                   | NU                                   | 7                                    | 1                                    | 8                                    | 1                                    | 4                                    | 5                                    | 13                                   | 10                                   | 13                                   | 11                                   | 5                                    | 2                                    | 7                                    | 18                                   | 7                                    |                                      |                                      |                                      | 138    | 4       |

### GP3
| Legenda oznaczeń w tabelach wyników Wyświetl szablon na nowej stronie | Legenda oznaczeń w tabelach wyników Wyświetl szablon na nowej stronie                                                                     |
| Oznaczenie                                                            | Wyjaśnienie |
| --------------------------------------------------------------------- | --- |
| Złoty                                                                 | Zwycięzca lub mistrzostwo |
| Srebrny                                                               | 2. miejsce lub wicemistrzostwo |
| Brązowy                                                               | 3. miejsce lub II wicemistrzostwo |
| Zielony                                                               | Ukończył, punktował (w klasyfikacji generalnej, gdy zdobył co najmniej jeden punkt na przestrzeni sezonu, poza trzema powyższymi opcjami) |
| Niebieski                                                             | Ukończył, nie punktował (w klasyfikacji generalnej, gdy nie zdobył co najmniej jednego punktu na przestrzeni sezonu)                      |
| Czerwony                                                              | Nie zakwalifikował się (NZ) |
| Czerwony                                                              | Nie prekwalifikował się (NPK) |
| Różowy                                                                | Nie ukończył (NU) |
| Różowy                                                                | Niesklasyfikowany (NS) (w klasyfikacji generalnej, gdy nie został sklasyfikowany w żadnym wyścigu sezonu)                                 |
| Czarny                                                                | Zdyskwalifikowany (DK) |
| Czarny                                                                | Wykluczony (WYK/EX) |
| Biały                                                                 | Nie wystartował (NW) |
| Biały                                                                 | Kontuzjowany (K/INJ) |
| Biały                                                                 | Wyścig odwołany (OD/C) |
| Bez koloru                                                            | Został wycofany (WYC/WD) |
| Bez koloru                                                            | Nie przybył (NP/DNA) |
| Bez koloru                                                            | Nie brał udziału w treningach (NT/DNP) |
| Bez koloru                                                            | Nie został zgłoszony (–) |
| Pogrubienie                                                           | Start z pole position |
| Kursywa                                                               | Najszybsze okrążenie wyścigu |
| †                                                                     | Nie ukończył, ale jego rezultat został zaliczony ze względu na przejechanie więcej niż 90% dystansu wyścigu.                              |
| *                                                                     | Sezon w trakcie |
| 1/2/3                                                                 | Punktowana pozycja w sprincie kwalifikacyjnym                                                                                             |
| Lista systemów punktacji Formuły 1                                    | |

| Rok  | Zespół                | Wyniki w poszczególnych eliminacjach | Wyniki w poszczególnych eliminacjach | Wyniki w poszczególnych eliminacjach | Wyniki w poszczególnych eliminacjach | Wyniki w poszczególnych eliminacjach | Wyniki w poszczególnych eliminacjach | Wyniki w poszczególnych eliminacjach | Wyniki w poszczególnych eliminacjach | Wyniki w poszczególnych eliminacjach | Wyniki w poszczególnych eliminacjach | Wyniki w poszczególnych eliminacjach | Wyniki w poszczególnych eliminacjach | Wyniki w poszczególnych eliminacjach | Wyniki w poszczególnych eliminacjach | Wyniki w poszczególnych eliminacjach | Wyniki w poszczególnych eliminacjach | Punkty | Pozycja |
| ---- | --------------------- | ------------------------------------ | ------------------------------------ | ------------------------------------ | ------------------------------------ | ------------------------------------ | ------------------------------------ | ------------------------------------ | ------------------------------------ | ------------------------------------ | ------------------------------------ | ------------------------------------ | ------------------------------------ | ------------------------------------ | ------------------------------------ | ------------------------------------ | ------------------------------------ | ------ | ------- |
| 2010 | Manor Motorsport      | ESP                                  | ESP                                  | TUR                                  | TUR                                  | VAL                                  | VAL                                  | GBR                                  | GBR                                  | DEU                                  | DEU                                  | HUN                                  | HUN                                  | BEL                                  | BEL                                  | ITA                                  | ITA                                  | 27     | 5       |
| 2010 | Manor Motorsport      | 20                                   | 25                                   | 8                                    | 1                                    | 6                                    | 4                                    | 2                                    | NU                                   | NU                                   | NU                                   | 20                                   | 11                                   | 18                                   | 18                                   | 3                                    | 23                                   | 27     | 5       |
| 2011 | Marussia Manor Racing | TUR                                  | TUR                                  | ESP                                  | ESP                                  | VAL                                  | VAL                                  | GBR                                  | GBR                                  | DEU                                  | DEU                                  | HUN                                  | HUN                                  | BEL                                  | BEL                                  | ITA                                  | ITA                                  | 31     | 7       |
| 2011 | Marussia Manor Racing | 26                                   | 10                                   | 20                                   | 11                                   | 19                                   | 22†                                  | 10                                   | 4                                    | 1                                    | 10                                   | 9                                    | 1                                    | 12                                   | 9                                    | 3                                    | 2                                    | 31     | 7       |

### Podsumowanie
| Sezon | Seria                                     | Zespół                   | Wyścigi | PP | Zwycięstwa | NO | Punkty | Pozycja |
| ----- | ----------------------------------------- | ------------------------ | ------- | -- | ---------- | -- | ------ | ------- |
| 2008  | Azjatycka Formuła Renault Challenge       | Asia Racing Team         | 10      | 1  | 2          | 2  | 160    | 6       |
| 2008  | Azjatycka Formuła Renault 2.0             | Asia Racing Team         | 13      | 1  | 1          | 2  | 121    | 3       |
| 2008  | Azjatycka Formuła BMW                     | Pacific Racing           | 5       | 0  | 0          | 0  | 0      | NS†     |
| 2009  | Australijska Formuła 3 (klasa National A) | PHR Scuderia             | 2       | 1  | 0          | 1  | 29     | 11      |
| 2009  | Australijska Formuła 3 (klasa Gold Star)  | Astuti Motorsport        | 2       | 0  | 0          | 0  | 18     | 8       |
| 2009  | Azjatycka Formuła Renault Challenge       | Asia Racing Team         | 2       | 0  | 0          | 0  | 48     | 11      |
| 2009  | Europejska Formuła BMW                    | Scuderia Coloni          | 2       | 0  | 0          | 0  | 0      | NS†     |
| 2009  | Azjatycka Formuła BMW                     | Questnet Team Qi-Meritus | 15      | 7  | 11         | 9  | 250    | 1       |
| 2010  | Seria GP3                                 | Manor Motorsport         | 16      | 1  | 0          | 3  | 27     | 5       |
| 2011  | Seria GP3                                 | Marussia Manor Racing    | 16      | 0  | 2          | 1  | 31     | 7       |
| 2011  | Auto GP                                   | DAMS                     | 14      | 1  | 1          | 2  | 82     | 7       |
| 2012  | Seria GP2                                 | Carlin                   | 24      | 0  | 0          | 0  | 38     | 14      |
| 2013  | Seria GP2                                 | Barwa Addax Team         | 22      | 0  | 0          | 0  | 22     | 19      |
| 2014  | Seria GP2                                 | Caterham Racing          | 22      | 0  | 0          | 1  | 28     | 15      |
| 2015  | Seria GP2                                 | Campos Racing            | 22      | 0  | 3          | 5  | 138    | 4       |
| 2016  | Formuła 1                                 | Manor Racing MRT         | 12      | 0  | 0          | 0  | 0      | 24      |

† – Haryanto nie był liczony do klasyfikacji